# Alma Andersson (predikant)
Alma Andersson, född 12 april 1867 i Valsta, i Askers socken, Närke och död 18 augusti 1937 på samma plats, var en svensk missionär. Hon blev 1892 en av de sju första kvinnorna inom svensk baptism som utnämndes till predikanter.